# Nacho Vidal
Pour les articles homonymes, voir Nacho Vidal (homonymie) et Vidal.
Nacho Vidal (Ignacio Jordà González né le 30 décembre 1973 à Mataró), est un acteur et réalisateur pornographique espagnol, repéré et lancé par Rocco Siffredi à partir de 1998.
Doté d'un pénis mesurant environ 21,5 cm, il est le premier « hardeur » espagnol à avoir fait une carrière mondiale, reconnu jusqu'aux États-Unis.

## Biographie
Nacho Vidal aussi appelé "Nachito" à Fifa est né le 30 décembre 1973 près de Barcelone, sous le nom de Ignacio Rojo Allendes. Son année de naissance varie cependant selon les sources entre 1967, 1973, et 1974. Il est d'abord légionnaire à Melilla durant dix-huit mois avant d'enchaîner les petits boulots, puis les voyages, de Los Angeles à Budapest en Hongrie.
Il a commencé à faire du porno avec sa petite amie Sara Bernat. Il est repéré en 1998 par El Patron dit El Waton dit Felipe Pavie et son assistant "Petit" Chris le roi du porno à l'époque.
Il a eu des relations avec des actrices porno américaines Jasmine Shimoda (Jazmine Rose) et Michelle Anne Sinclair (Belladonna) ainsi qu'avec l'acteur porno Hakan Serbes, leur complicité étant visible dans leurs films communs. Il a une fille avec la vénézuélienne Rosa Castro Camacho.
En mai 2005, alors qu'il est présent au festival international de l'érotisme à Mexico, il annonce qu'il désire se retirer du porno par amour pour sa compagne Silvia Romero (Franceska Jaimes), une jeune mannequin colombienne âgée de 23 ans. Six semaines après s'être marié, il se sépare et retourne au porno quelques mois après avoir annoncé sa retraite. Le couple s'est réconcilié et a commencé à travailler ensemble dans le porno. Ils ont deux enfants et ont divorcé en 2015.
En 2008, Nacho Vidal est l'une des vedettes masculines du film Casino - No Limit (Marc Dorcel), le plus gros budget du X français à ce jour (210 000 euros). Il y a notamment une scène avec l'actrice Mélissa Lauren.
En février 2019, la presse annonce qu'il est séropositif.
Le 3 juin 2020, Nacho Vidal est arrêté après la mort du photographe de mode Jose Luis Abad, décédé après l'inhalation d'un venin de crapaud aux effets comparables à celui de l'ayahuasca au cours d'un rituel organisé dans la maison de campagne de Vidal, qui faisait la promotion de ces thérapies sur les réseaux sociaux.

## Récompenses
- 2009 : Hot d'Or - Meilleur performeur européen
- 2004 : Venus Awards meilleur acteur
- Festival International de Cinéma Érotique de Barcelone 2001 ,2003, 2006

AVN Awards
- 2004 : Best Group Sex Scene - Video for: Back 2 Evil (2003) (avec Manuel Ferrara, Ashley Long,  Julie Night)
- 2004 : Best Couples Sex Scene - Video for: Back 2 Evil (2003)
- 2001 : Best Sex Scene in a Foreign Release for: Buttman's Anal Divas (2000) (Jazmine & Isabella)
- 2000 : Best Sex Scene in a Foreign Release for: When Rocco Meats Kelly 2: In Barcelona (1999) (avec Rocco Siffredi, Kelly Stafford, Alba Del Monte)